# Lotti van der Gaag
Pour les articles homonymes, voir Gaag.
Charlotte van der Gaag, mieux connue sous le nom de Lotti van der Gaag (née le 18 décembre 1923 à La Haye et morte le 20 février 1999  à Nieuwegein, dans la province d'Utrecht) est une peintre et sculptrice néerlandaise.

## Biographie
A l’âge de 20 ans, Charlotte van der Gaag rencontre Bram Bogart, qui l’initie à la sculpture. Aux alentours de 1950, elle rend visite à Paris au poète hollandais Simon Vinkenoog, elle est alors introduite dans le Mouvement CoBrA. Durant cette période elle se consacre exclusivement à la sculpture et s'installa dans un atelier au 20 rue Santeuil, aux côtés de Guillaume Corneille et Karel Appel.
Durant son séjour à Paris, Lotti Van der Gaag a travaillé dans un atelier de la Cité d'artistes de Montparnasse, situé rue Colas dans le XIVe arrondissement. Cette voie en impasse, qui débouchait sur le 50 de la rue Vercingétorix, a totalement disparu après la rénovation du quartier dans les années 1970. 